# ルーはノンと言わなかった
『ルーはノンと言わなかった』（ - いわなかった、仏語：Lou n'a pas dit non）は、1994年（平成6年）製作・公開、アンヌ＝マリー・ミエヴィル監督によるフランス・スイス合作の長篇劇映画である。

## 略歴・概要
ヌーヴェルヴァーグの映画作家ジャン＝リュック・ゴダールのパートナーであり、ゴダールとのハウスプロダクションであるペリフェリア代表をつとめる、アンヌ＝マリー・ミエヴィル単独監督による長編劇映画第2作である。本作では、ゴダールはプロデューサーサイドに立った。
本作は、ルー・アンドレアス・ザロメとライナー・マリア・リルケの往復書簡から想を得たものである。マリー・ビュネルが演じるルーは、若い短篇映画作家で、ルーヴル美術館に所蔵されるヴィーナスとマルスの像についての映画を撮影する設定になっている。
1994年（平成6年）、ロカルノ国際映画祭金豹賞にノミネートされてコンペティション上映され、同年、ベルフォール国際映画祭ではグランプリを受賞した。

## スタッフ・作品データ
- 監督・脚本・編集 : アンヌ＝マリー・ミエヴィル
- 撮影監督 : ジャン＝ポール・ロザ・ダ・コスタ
- 録音 : ピエール＝アラン・ベス、フランソワ・ミュジー
- 美術・装飾 : イヴァン・ニクラス
- 衣裳 : マリナ・ジュリアーニ
- コレオグラフ : ジャン＝クロード・ガロッタ（Jean-Claude Gallotta）
- 音楽 : フレデリック・ショパン、ドミートリイ・ショスタコーヴィチ、セルジュ・ウパン、キース・ジャレット、グスタフ・マーラー、アルヴォ・ペルト、ジョアキーノ・ロッシーニ
- プロデューサー : ジャン＝リュック・ゴダール、アラン・サルド
- 製作 : カナル・プリュス、ペリフェリア、ラジオ・テレヴィジオン・スイス・ロマンド、サラ・フィルム、ヴェガ・フィルム、スイス連邦内務省（DFI）
- 撮影地 :  フランス オート＝サヴォワ県アヌシー、パリ・ルーヴル美術館、パリ郊外 /  スイス ヴォー州・ロール、リュトリ、ヴヴェ[1]
- 形式 : カラー - 35ミリフィルム - ドルビーステレオ録音
- ジャンル : ドラマ映画

## キャスト
- マリー・ビュネル - ルー
- マニュエル・ブラン - ピエール
- カロリーヌ・ミクラ - イザベル

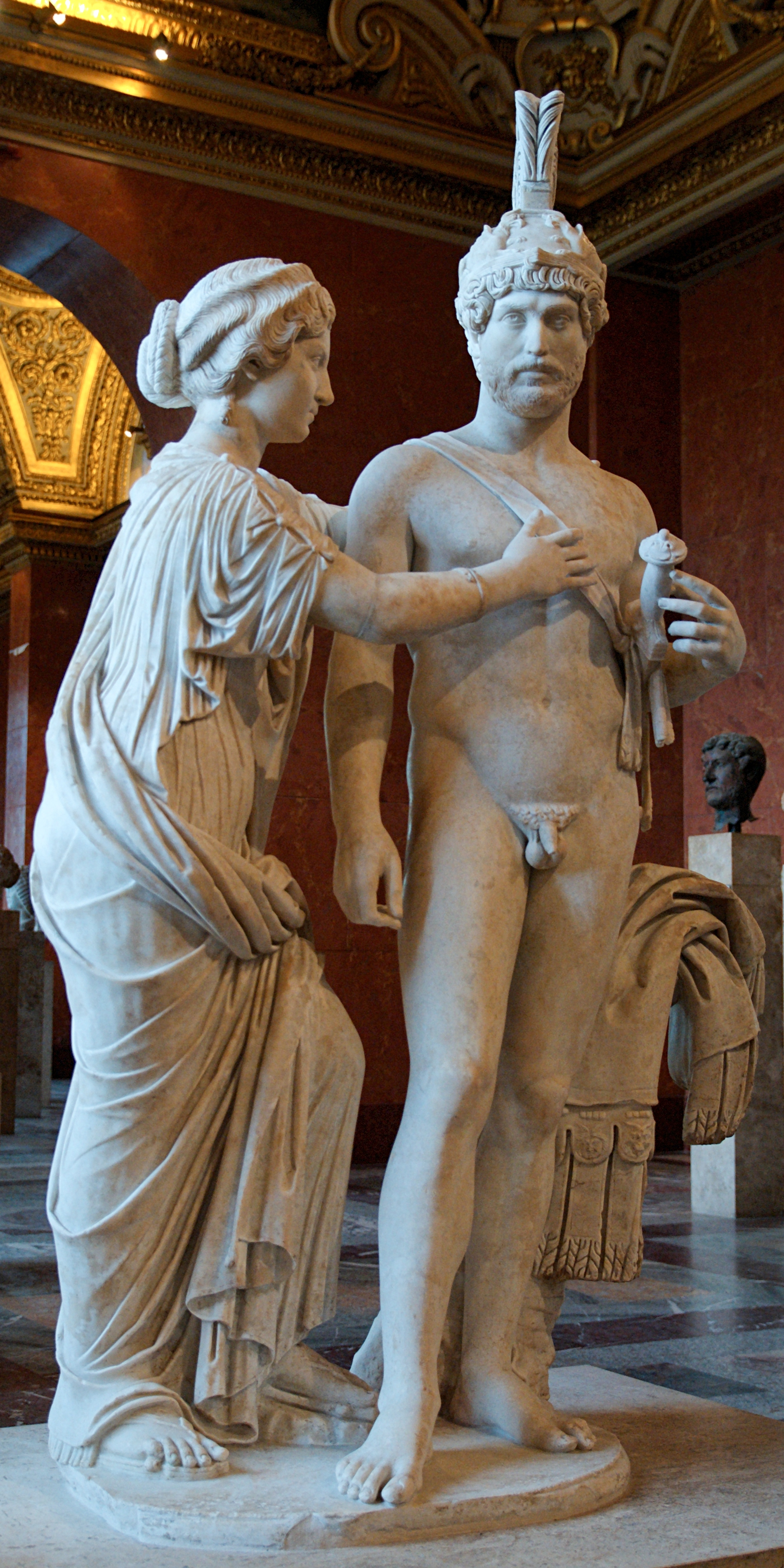
ルーヴルのヴィーナスとマルス像

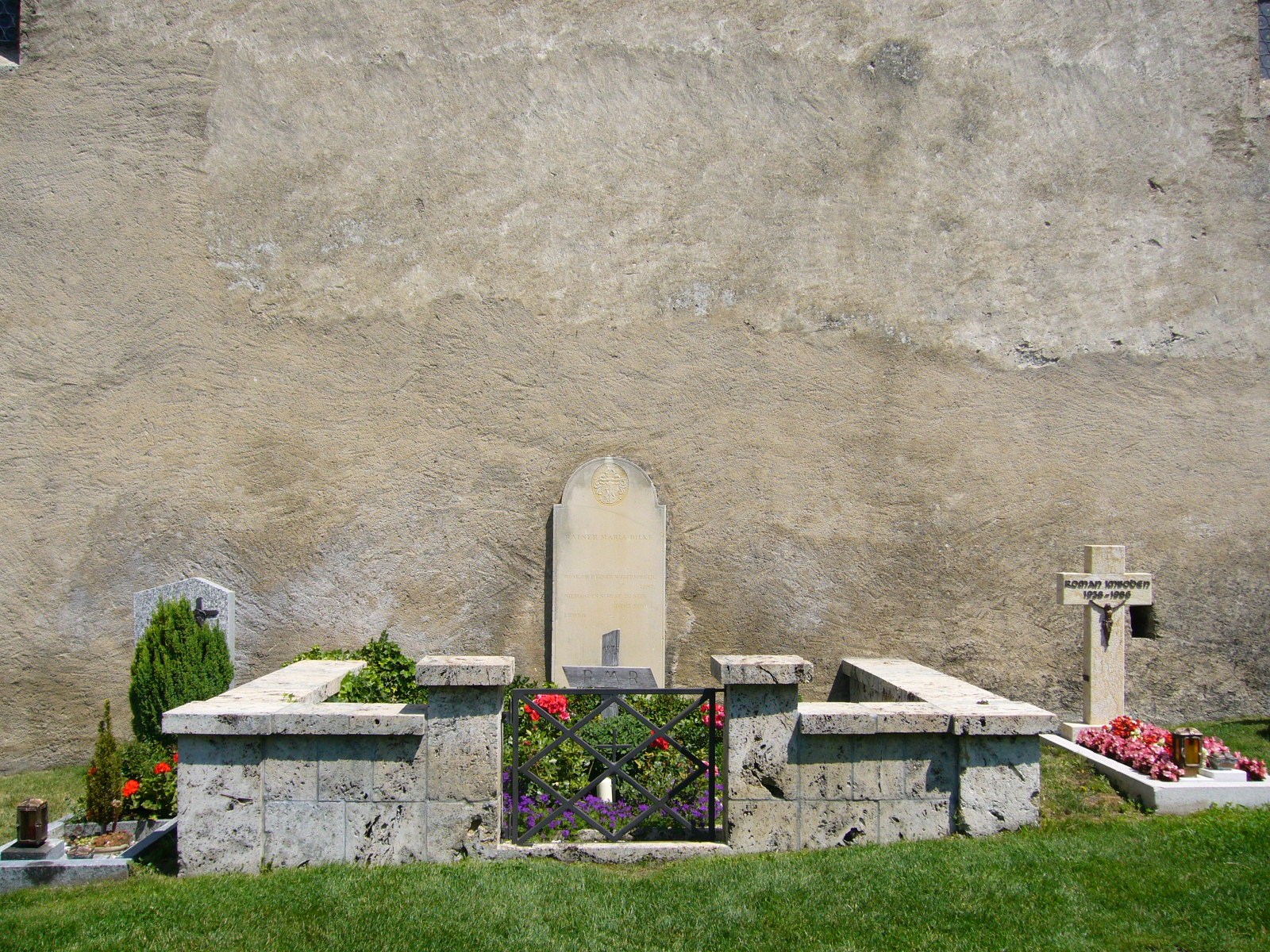
リルケの墓

- ジェヌヴィエーヴ・パスキエ - シュザンヌ
- メティルド・ヴェイェルガンス - フロランス

アルファベット順
- ジャン＝フランソワ・バルメール - 声の出演
- ヴィルフレッド・ブナイシュ - フランソワ・パスキエ
- ハリー・クリーヴン - テオ
- ヴァレリアーヌ・ド・ヴィルヌーヴ - 秘書
- ダニエル・エミルフォルク - 声の出演
- ジェローム・アルドレー
- フィリップ・コルサン - 声の出演
- セルジュ・レンコ - ゴールデン・ボーイ

## ストーリー
ルー（マリー・ビュネル）とピエール（マニュエル・ブラン）は別れることになる。ピエールは、ほかの女性と結婚しなければならないからで、あきらめざるを得ないのだ。
ルーは、ルーヴル美術館に展示されているヴィーナスとマルスの像についての短篇映画を準備している。
ルーとピエールはある夜に再会し、モダンバレエを鑑賞に行くが口論になり、劇場を出て、リルケの墓を観るためにスイスのヴァレー州ラローニュの墓所までクルマを飛ばした。
ピエールは女性に切れ目がない。ルーは、ピエールが嫌っている美術館の管理人のテオ（ハリー・クリーヴン）と去っていった。ルーは、電話相談の仕事を自宅でしている。
ルーは短篇映画を完成し、ついに上映する。

## 関連書籍
- Rainer Maria Rilke, Lou Andreas-Salome, Rainer Maria Rilke And Lou Andreas-salome: The Correspondence, W W Norton & Co Inc, 2006 ISBN 0393049760

## 註
1. 1 2  コリン・マッケイブ『ゴダール伝』、堀潤之訳、みすず書房、2007年6月9日 ISBN 4622072599, p.374.